# Serrano SC
Serrano SC is een Braziliaanse voetbalclub uit Vitória da Conquista in de deelstaat Bahia.

## Geschiedenis
De club werd opgericht op 22 december 1979.